# Publio Valerio Potito Publícola
Publio Valerio Potito Publícola (en latín, Publius Valerius Potitus Poplicola), llamado en los Fasti Capitolinos, como L. f. L. n., y en consecuencia, un hijo de Lucio Valerio Potito, fue tribuno consular en seis ocasiones, a saber, en los años 386 a. C., 384 a. C., 380 a. C., 377 a. C., 370 a. C. y 367 a. C..